# Рейні Ян
Рейні Ян (кит. трад. 楊丞琳, спр. 杨丞琳, акад. Ян Чен Лінь; нар. 4 червня 1984 року) — тайванська співачка, акторка й телеведуча.

## Біографія
З дитинства займалась художньою гімнастикою, хореографією та співами. В 14 років почала зніматися в рекламних роликах і в другорядних ролях в серіалах. У 15 років пройшла кастинг для участі в дівочому гурті 4 in Love, де й отримала псевдонім «Рейні» (Дощова), оскільки псевдоніми решти учасниць теж були пов'язані з погодою. Популярність гурту в музичній індустрії була посередньою, і колектив досягнув лише обмеженого успіху. У 2002 році гурт розпався, Рейні продовжувала брати участь у зйомках серіалів, а також стала телеведучою програми «Guess Guess Guess», полишивши естрадну кар'єру.
Після виконання другорядних ролей у кількох тайванських драмах, в тому числі «Meteor Garden», Рейні виконала головну роль в серіалі «Диявол поряд з тобою». Серіал був гарно прийнятий публікою, що стало поштовхом підйому кар'єри акторки на новий рівень. У тому ж році вона випустила свій дебютний альбом My Intuition.
У 2006 році Рейні Ян випустила наступний альбом Meeting Love, який розійшовся тиражем 1,4 млн копій. 8 січня 2007 року Ян записала свій останній випуск шоу «Guess Guess Guess», зйомки в якому була змушена залишити через щільний графік. Тепер Рейні планувала зосередитися на музичній та акторській кар'єрі. Намагаючись виступити як серйозна акторка, Рейні знялася в фільмі на лесбійську тематику «Павукові лілії» з Ізабеллою Лян. Попри цю роль, вона знову повернулась до минулого образу милої юної дівчини.
В даний час Рейні Ян успішно поєднує зйомки в телевізійних драмах та записи альбомів, паралельно отримуючи престижні нагороди за обидві сторони своєї творчості.

## Скандал
У 2003 році Рейні Ян під час телевізійної програми помилково сказала, що Друга японсько-китайська війна (1937–1945) тривала 11 років. Після того, як її виправили, вона здивовано запитала: «Тільки вісім років?». Повідомлення про її помилку створило гнівну реакцію в Китаї, що призвело до бойкоту телекомпанії Hunan Satellite Television, яка показувала серіал «Диявол поряд з тобою», в якому Рейні Ян виконувала головну роль. В результаті бойкоту компанія була змушена зняти серіал з ефіру.
3 квітня 2007 року акторка написала відкритий лист, в якому принесла вибачення.